# Ahmad Qurai

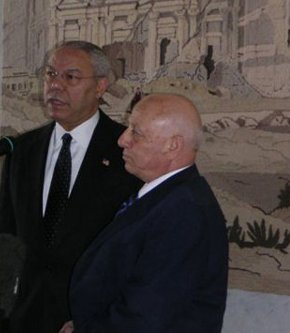
Qurai (rechts) 2004 mit Colin Powell

Ahmad Qurai (arabisch أحمد قريع, DMG Aḥmad Qurayiʿ), auch Ahmed Kurei (* 26. März 1937 in Abu Dis, östlich von Jerusalem, damaliges Völkerbundsmandatsgebiet Palästina; † 22. Februar 2023 in Ramallah) war von September 2003 bis Januar 2006 Regierungschef der Palästinensischen Autonomiegebiete. Er wurde auch unter dem Namen Abu Ala (أبو علاء, DMG Abū ʿAlāʾ) bekannt.

## Leben
Qurai war ab 1968 Mitglied der Fatah. Er hatte eine leitende Funktion im PLO-Hauptquartier in Beirut inne. Nach der Vertreibung der PLO aus Beirut 1982 war er zusammen mit Jassir Arafat im Exil in Tunesien.
1989 wurde Qurai ins Zentralkomitee der Fatah gewählt; nach Meinungsverschiedenheiten mit Arafat 1994 trat er als Ressortchef für Wirtschaftsfragen in der Palästinensischen Exilvertretung zurück und kehrte nach Palästina zurück.
Mehrere geheime Verhandlungen mit Israel (u. a. Oslo 1993). Die sogenannten „Osloer Gespräche“ bereitete er in London mit dem moderaten israelischen Professor Yair Hirschfeld vor.
1996 wurde er zum Parlamentspräsidenten gewählt. Im Februar 2003 bestritt er geheime Waffenstillstandsverhandlungen mit Ariel Scharon.
Qurai nahm am 10. September 2003 das Amt des palästinensischen Ministerpräsidenten an. Er reichte am 17. Juli 2004 seinen Rücktritt ein, nachdem französische Techniker und palästinensische Sicherheitsbeamte im Gazastreifen als Geiseln genommen worden waren. Sein Rücktrittsgesuch wurde aber von Jassir Arafat abgelehnt. Nach dem Tod Arafats wurde er erneut Ministerpräsident unter dem neuen Vorsitzenden der Autonomiebehörde, Mahmud Abbas. Ahmad Qurai galt als gemäßigter Vertreter seines Landes. Am 26. Januar 2006 trat er von seinem Posten zurück, da die Hamas in den Parlamentswahlen die absolute Mehrheit der Mandate gewann.